# Lepidopilidium subdivaricatum
Lepidopilidium subdivaricatum là một loài rêu trong họ Pilotrichaceae. Loài này được (Renauld & Cardot) Broth. mô tả khoa học đầu tiên năm 1907.